# Винеторі (Арад)
Винеторі (рум. Vânători) — село у повіті Арад в Румунії. Входить до складу комуни Мішка.
Село розташоване на відстані 421 км на північний захід від Бухареста, 57 км на північний схід від Арада, 147 км на захід від Клуж-Напоки, 102 км на північ від Тімішоари.

## Населення
За даними перепису населення 2002 року у селі проживали 1258 осіб.
Національний склад населення села:
| Національність | Кількість осіб | Відсоток |
| -------------- | -------------- | -------- |
| цигани         | 539            | 42,8%    |
| угорці         | 429            | 34,1%    |
| румуни         | 280            | 22,3%    |
| німці          | 9              | 0,7%     |

Рідною мовою назвали:
| Мова      | Кількість осіб | Відсоток |
| --------- | -------------- | -------- |
| румунська | 801            | 63,7%    |
| угорська  | 442            | 35,1%    |
| циганська | 8              | 0,6%     |
| німецька  | 6              | 0,5%     |